# Znaki (serial telewizyjny)
Znaki – polski serial kryminalny stworzony przez Przemysława Hoffmanna i Błażeja Przygodzkiego oraz wyprodukowany przez ATM Grupę, AXN Central Europe oraz Telewizję Polsat.
Pierwsza seria emitowana była na antenie AXN od 10 października do 28 listopada 2018, zaś druga – od 7 kwietnia do 26 maja 2020.

## Fabuła
Akcja obydwu serii serialu toczy się współcześnie w Sowich Dołach – fikcyjnym miasteczku w Górach Sowich. Przed kilkoma latami zamordowano tam studentkę, lecz sprawa nie została rozwiązana. Teraz nad jeziorem przy miejscowej kopalni melafiru również dochodzi do zabójstwa kobiety. Sprawę ma wyjaśnić komisarz Michał Trela, nowy komendant lokalnego posterunku policji, który niedawno przeprowadził się z Krakowa do Sowich Dołów wraz z córką. W trakcie śledztwa pojawiają się wątki sprzed lat, związane zarówno z losem niektórych mieszkańców, jak i historią całej okolicy.

## Obsada

### Seria I i II
- Andrzej Konopka jako komisarz Michał Trela, komendant Posterunku Policji w Sowich Dołach[3]
- Helena Sujecka jako aspirant Adrianna Nieradka, policjantka na Posterunku Policji w Sowich Dołach[3]
- Piotr Trojan jako sierżant Krzysztof Sobczyk, policjant na Posterunku Policji w Sowich Dołach[4]
- Michał Czernecki jako Błażej Nieradka, mąż Adrianny[4]
- Mirosław Kropielnicki jako Antoni Paszke, Burmistrz Sowich Dołów, ojciec Agaty i Roberta[5]
- Andrzej Mastalerz jako Jonasz, wł. Marek Zieleniewicz, "uzdrowiciel" w Sowich Dołach[4]
- Małgorzata Hajewska-Krzysztofik jako Zofia Bławatska, mieszkanka Sowich Dołów, matka Laury[3]
- Magdalena Żak jako Nina, córka Michała Treli[4]
- Helena Englert jako Agata Paszke, córka, Antoniego, Burmistrza Sowich Dołów, siostra Roberta[3]
- Dobromir Dymecki jako Robert Paszke, syn Antoniego, Burmistrza Sowich Dołów, brat Agaty, były chłopak Laury
- Robert Gulaczyk jako Paweł Piotrowski, mąż Patrycji, ojciec Katarzyny
- Paulina Gałązka jako Dorota, upośledzona umysłowo dziewczyna, podopieczna Jonasza[5]
- Rafał Cieszyński jako ksiądz Roman Śmigielski, proboszcz parafii w Sowich Dołach, następca księdza Wincentego[5]
- Teresa Kwiatkowska jako Bogumiła, gosposia na plebanii parafii w Sowich Dołach

### Tylko seria I
- Mariusz Ostrowski jako Targosz, biznesmen, prezes firmy "Polska Ruda SA" i kopalni odkrywkowej melafiru w Sowich Dołach[5]
- Zbigniew Stryj jako komisarz Jan Dzikowski, były komendant Posterunku Policji w Sowich Dołach, trener boksu w miejscowym klubie sportowym[5]
- Karolina Owczarz jako Martyna, zawodniczka klubu sportowego z Sowich Dołów[4]

### Tylko seria II
- Rafał Mohr jako Twerski, przedstawiciel amerykańskiej firmy konsultingowej
- Barbara Wypych jako Kaja, przedstawicielka amerykańskiej firmy konsultingowej
- Ewa Jakubowicz jako Eliza Konieczna, turystka zwiedzająca Dolny Śląsk, żona Adama i matka Wiktorii
- Krzysztof Zawadzki jako Adam, turysta zwiedzający Dolny Śląsk, mąż Elizy i ojciec Wiktorii
- Sławomir Grzymek jako Feliks Szmidt, mieszkaniec Sowich Dołów, strażnik grobu kapitana Gotarda

## Spis serii
| Seria | Odcinki  | Premiera serii       | Finał serii       | Pora emisji  |
| ----- | -------- | -------------------- | ----------------- | ------------ |
| 1.    | 1–8 (8)  | 10 października 2018 | 28 listopada 2018 | środa 22:00  |
| 2.    | 9–16 (8) | 7 kwietnia 2020      | 26 maja 2020      | wtorek 22:00 |

## Produkcja i premiera
W maju 2018 stacja AXN ogłosiła rozpoczęcie zdjęć do serialu z udziałem Andrzeja Konopki, Heleny Sujeckiej, Małgorzaty Hajewskiej-Krzysztofik oraz Heleny Englert. W kolejnym miesiącu do obsady dołączyli: Karolina Owczarz, Piotr Trojan, Magdalena Żak, Michał Czernecki i Andrzej Mastalerz. Na początku lipca obsada serialu powiększyła się o Mirosława Kropielnickiego, Mariusza Ostrowskiego, Rafała Cieszyńskiego, Zbigniewa Stryja i Paulinę Gałązkę.
Okres zdjęciowy pierwszej serii trwał od maja 2018 do jesieni 2018, zaś lokalizacje stanowiły: Góry Sowie, Nowa Ruda (m.in. Rynek, ratusz, Szkoła Podstawowa nr 7, Sanktuarium Matki Bożej Bolesnej na Górze Wszystkich Świętych i okolice), osada Świerki Kłodzkie (dawna kopalnia melafiru), Walim, Ludwikowice Kłodzkie oraz Wrocław. Zdjęcia drugiej serii rozpoczęto w sierpniu 2019, a zakończono w październiku 2019.
Pierwsza seria emitowana była również na antenie Polsatu od 2 do 23 lipca 2019, natomiast odcinki można także obejrzeć w serwisie ipla. Serial dostępny jest również na platformie Netflix – pierwsza seria została udostępniona 25 marca 2020, zaś druga – 26 czerwca.